# Кадомцева Лариса Олександрівна
Кадомцева Лариса Олександрівна (12 листопада 1933, с. Криве Озеро, тепер смт Миколаївської області — 3 травня 2017, Київ) — український мовознавець, доктор філологічних наук з 1992, професор з 1995.

## Біографія
Закінчила 1957 Київський університет.
Відтоді працювала в Інституті мовознавства ім. О. О. Потебні НАН України.
З 1968 — в Київському (тепер національний) університеті ім. Т. Шевченка: доцент, професор, а з 1993 — завідувачка кафедри української мови.
В 1999—2000 — професор кафедри стилістики Національного педагогічного університету ім. М. П. Драгоманова (Київ).
З 2001 — професор кафедри українського ділового мовлення Академії СБУ (Київ).
Померла 3 травня 2017 року у Києві. Похована на Байковому кладовищі (ділянка № 33).

## Наукова діяльність
Автор праць:
- із синтаксису української мови («Синтаксична будова української мови», 1968; «Сучасна українська літературна мова. Синтаксис», 1972, обидві — у співавт.; «Сучасна українська літературна мова. Просте речення», 1985),
- філософських питань мовознавства і структур, методів дослідження мовних явищ («Структурно-математичні дослідження мови», 1964; «Статистичні параметри стилів», 1972, у співавт.).